# Magatzems de Muller
Els Magatzems de Muller és un conjunt d'edificis de Tarragona protegits com a Bé Cultural d'Interès Local.

## Descripció
El conjunt d'edificis que integra els actuals magatzems del Grupo Tainco cal destacar les construccions contigües al carrer de Jaume I. El 1876 Magí Tomàs delineà el projecte d'un magatzem per a l'industrial de Tarragona Lluís de Muller Sonnenschein, tot i que el 1883 decidí ampliar les instal·lacions i cerclar el solar fins al carrer de Smith.
L'edifici dissenyat per Magí Tomàs l'ample definitiu del carrer de Jaume I. Es tractava d'una zona eminentment comercial on proliferaren un gran nombre d'edificis industrials. En l'actualitat s'han enderrocat quasi tots ells i aquest local és un bon vestigi de la memòria històrica.
L'edifici consta de baix amb coberta a dues aigües. Està construït amb carreus perfectament escairats. Els buits estan perfectament definits gràcies a la col·locació dels carreus en sortint. La zona dels vanos s'han elaborat petits incisos a la pedra per a perfilar decoracions d'un marcat caràcter historicista. Les mateixes solucions ornamentals s'aprecia encara en alguns elements de fusteria original. L'ordre de la façana al carrer de Torres Jordi és de dues finestres i una porta igual que al carrer de Jaume I. No es tracta d'un edifici simètric a ambdues façanes, ja que la proporció dels vanos és diferent. L'entrada dona a Jaume I. La qualitat del conjunt s'aprecia en la cura exquisida en el tractament de la pedra escairada i en els elements ornamentals. Aquest local és un model de nau industrial elaborat per l'arquitecte Magí Tomás.
El local de l'altre cantonada és una bona mostra de l'aplicació de les ordenances que obligaven a mantenir un ritme regular dels buits de les façanes, a més era molt normal per raons d'impostos sol·licitar primer la construcció de la tanca i després el cobriment del solar. Cal precisar a més que alguns oficis s'executaven a l'aire lliure (indústria botera).L'edifici consta de baix i coberta a dues aigües. Està alçat amb pedra a les cantonades i als vanos. A la resta s'optà pel paredat. Mancada de qualsevol element decoratiu. El ritme és regular dels buits en l'actualitat quasi tots ells tapiats.
Destaca el volum del conjunt amb una clara simetria amb l'altra edificació de Magí Tomás dissenyada el 1876.